# Будинок на Софіївській, 17/15

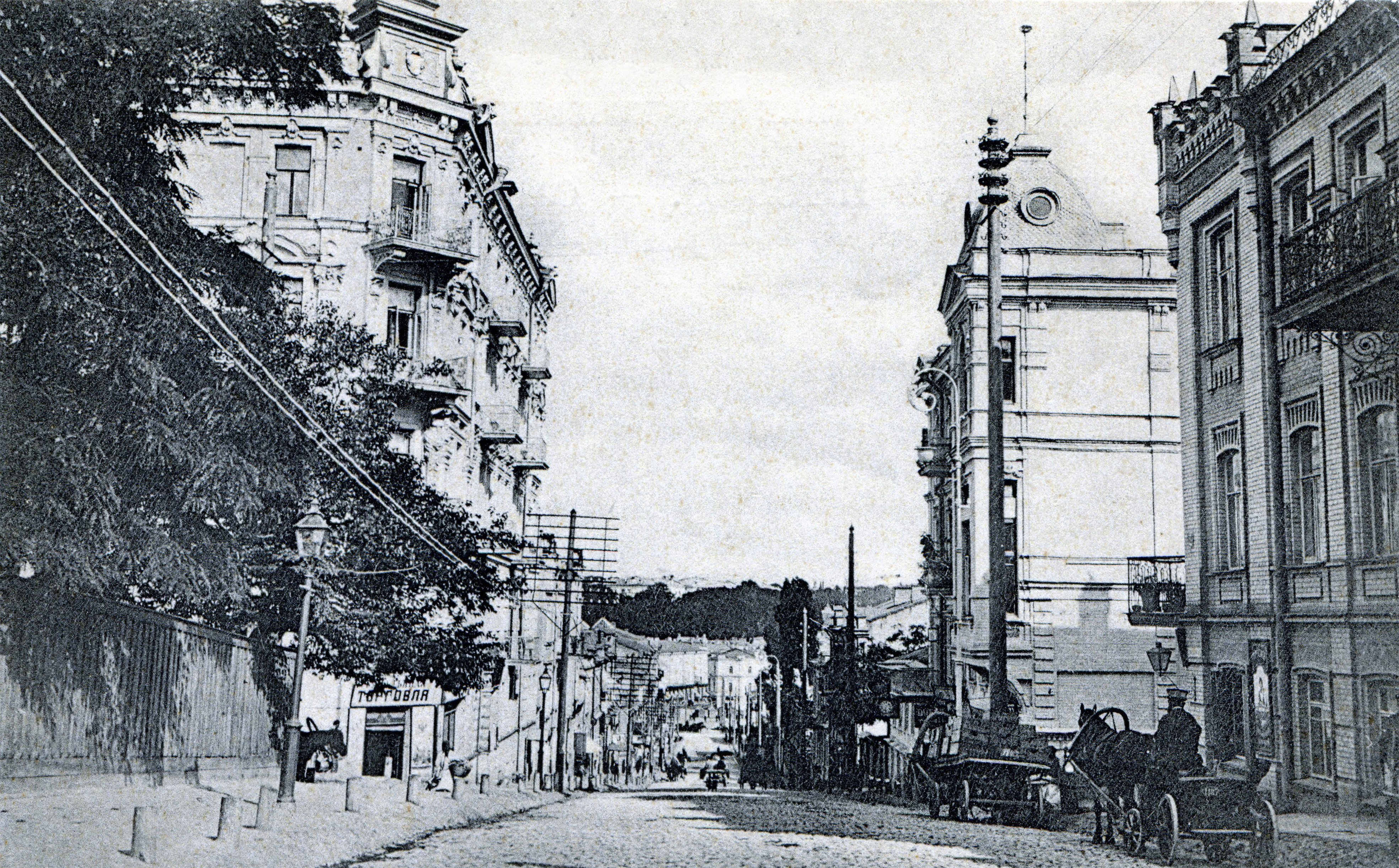
Ріг будинку Равиковича (праворуч), 1900

Будинок Равиковича — один із київських прибуткових будинків архітектора Михайла Артинова. Розташований на розі Софіївської вулиці і Михайлівського провулку. За визначенням дослідників, будівля «виділяється оригінальністю архітектурного вирішення фасадів».
Розпорядженням Київської міської державної адміністрації № 1463 від 15 липня 1998 року будинок внесений до обліку пам'яток містобудування й архітектури місцевого значення.

## Будівництво і використання будівлі
У другій половині XIX століття наріжна садиба була забудована дерев'яними спорудами.
У 1879 ділянку придбала дворянка М. Невяровська, яка розпочала зведення двоповерхового будинку. Роботами керував інженер шляхів сполучення Олександр Карлович Шталь (†1901).
У 1886 власницею садиби була дружина поручика Г. Бімман.
У 1899 ділянку купив лікар М. Равикович.
У 1899—1900 за проєктом архітектора Михайла Артинова надбудовано два поверхи.
У сучасну добу частину приміщень займають крамниці й офіси.

## Архітектура
Будівля — чотириповерхова з напівпідвальним поверхом, цегляна, пофарбована. У плані має складну конфігурацію, наближену до каре.
Архітектура споруди вирішена еклектично з використанням елементів модерну. Декор змодельований у цеглі.
Фасад на Софіївській вулиці фланковано розкріповкою й еркером. Два прямокутні у плані еркери також нависають над вузьким Михайлівським провулком.
Вікна — прямокутні, на верхньому поверсі — напівциркульні. Прикрашені замковим каменем.
Декор доповнений ліпленням.